# Chexiu
Chexiu (kinesiska: 扯休, 扯休乡) är en socken i Kina. Den ligger i den autonoma regionen Tibet, i den sydvästra delen av landet, omkring 270 kilometer väster om regionhuvudstaden Lhasa. Antalet invånare är 5 111. Befolkningen består av 2 472 kvinnor och 2 639 män. Barn under 15 år utgör 26,0 %, vuxna 15-64 år 68 %, och äldre över 65 år 4,0 %.
Genomsnittlig årsnederbörd är 740 millimeter. Den regnigaste månaden är juli, med i genomsnitt 288 mm nederbörd, och den torraste är mars, med 1 mm nederbörd.